# Georg Winter (Künstler)
Georg Winter (* 1962 in Biberach an der Riß) ist ein deutscher Bildender Künstler.

## Vita
Vor seinem akademischen Studium schloss Winter eine Lehre als Schauwerbegestalter ab. 1980 begann er an der Merz Akademie in Stuttgart ein Studium im Fach Grafikdesign, das er 1984 in der Staatlichen Akademie der Bildenden Künste Stuttgart fortsetzte. Dort beendete er sein Studium 1988 erfolgreich in den Fächern „Freie Grafik“ und „Freie Malerei“. Nach seinem Studienabschluss arbeitete Winter freischaffend und nahm an zahlreichen Ausstellungen im In- und Ausland, auch im nichteuropäischen Raum, teil. 1992 gründete er ein Entwicklungsbüro für Kameratechnik und Neue Medien „Ukiyo Camera Systems“ (UCS). Dort entwickelte er Geräte aus dem Bereich der Video-, Film- und TV-Technik, die er in seine künstlerischen Objekte und Installationen einfließen ließ.
Georg Winter nahm seit 2001 als Mitglied des Deutschen Künstlerbundes dort an mehreren Symposien und DKB-Jahresprojekten teil. Er lebt und arbeitet in Saarbrücken, Stuttgart und Budapest.

## Lehrtätigkeit
Winter wurde als Dozent und Professor an diverse Kunsthochschulen berufen (Universität Stuttgart, Merz Akademie Stuttgart, Hochschule für Gestaltung und Kunst in Zürich). Des Weiteren betreute er Kunstprojekte an der Kunsthochschule Berlin-Weißensee, der Staatlichen Akademie der Bildenden Künste Stuttgart und an der Hochschule für bildende Künste Hamburg. 2003 erhielt er eine Professur für „Kunst im Öffentlichen Raum“ (public art) an der Akademie der Bildenden Künste Nürnberg. 2007 wurde Winter zum Professor für Plastik und Bildhauerei an die Hochschule der Bildenden Künste Saar (HBKsaar) in Saarbrücken berufen. Dort gründete er im Rahmen seiner Lehrtätigkeit das S_A_R Projektbüro (u. a. S_anitas A_rs R_eanimation) und die AG AST (Arbeitsgemeinschaft Anastrophale Stadt).
Zu seinen Absolventen und Meisterschülern gehören u. a.: Frederic Ehlers, Martina Wegener, Dieter Call, Anja Voigt, Max Grau, Alexander Karle, und Betty Beier.

## Werk
Kennzeichnend für Winters Werk sind temporäre Laboratorien, urbane Situationen, Self Organizing Performances und Forschungsprojekte in einem fächerübergreifenden Arbeitsfeld.
Sein Ziel ist die „Anastrophe“. Im Gegensatz zur Katastrophe wird die Welt durch die Anastrophe verbessert. Dazu geht er auf die Straße, häufig arbeitet er in Brennpunkt-Stadtteilen. „Mit seiner Arbeit beglückt er die Menschen und „anastrophiert“ so deren Leben“.
Er arbeitet gerne in Gruppen, da er überzeugt davon ist, dass Künstler ihre Besonderheit nicht durch Abschottung, sondern durch Differenzierung in der gemeinsamen Arbeit erreichen.
Das Besondere an Georg Winter ist seine Art, mit der er Menschen für sich einnimmt und für seine Arbeit begeistert. Wenn er ein neues Projekt annimmt, versucht er zunächst, eine Stadt zu verstehen, bevor er eine Performance beginnt. Er versucht, Menschen in seine Arbeit einzubeziehen und wird so zur integrativen Persönlichkeit.

Im Juli 2009 wurde das Werk Georg Winters auf seiner persönlichen Seite der HBKsaar-Website folgendermaßen beschrieben: 

„Georg Winter zählt international zu den interessantesten Künstlerpersönlichkeiten, die im Bereich der Bildhauerei die Grenzen und Möglichkeiten des künstlerischen Mediums erweitern und neu definieren. Winters Begriff von Bildhauerei beschränkt sich nicht auf die tradierte Auffassung einer materialgebundenen körperlichen Gestaltung im dreidimensionalen Raum. Vielmehr arbeitet der Künstler an den Schnittstellen von Bildhauerei und Medienkunst und erschließt so dem Medium der Bildhauerei neue formale wie auch inhaltliche Potenziale von gesellschaftlicher Relevanz.[…]
Kennzeichnend für Georg Winters künstlerische Praxis sind temporäre Laboratorien, Forschungsstätten und -projekte aus dem Kunstkontext und anderen wissenschaftlichen Disziplinen, mit denen zeitgemäße Formulierungen von Plastizität entwickelt werden. Sein hochdifferenziertes, reduziertes plastisches Repertoire bedient keinen klassischen Begriff von Skulptur, sondern begreift das Medium als bildhauerische Organisations- und Handlungsform.“

## Ehrungen – Auszeichnungen
- 1992: Stipendium der Kunststiftung Baden-Württemberg
- 1996: Sonderpreis der Hilde-Frey-Stiftung, Biberach (vergeben vom Regierungspräsidium Tübingen)
- 1999: Stipendium der Akademie Schloss Solitude in Stuttgart
- 2011: Hans-Molfenter-Preis der Stadt Stuttgart[4]

## Ausstellungen (Auswahl)
- 1995: International Video Art Festival, Tokyo
- 2013: Museum für Neue Kunst, Freiburg